# فرهنگ پیشه‌‌ها
مجموعهٔ فرهنگ واژگان فارسی، که اولین جلد آن با عنوان فرهنگ اصطلاحات عامیانهٔ خودرو در سال ۱۳۸۲ توسط انتشارات علمی فرهنگی منتشر شد. پدید آوران اولین جلد این مجموعه شهرداد میرزایی و رجبعلی مختارپور بودند. در سال ۱۳۸۲ شهرداد میرزایی انتشارات دیبایه را تأسیس کرد، و در کنار امور انتشاراتی، ایدهٔ ایجاد فرهنگ پیشه‌ها را نیز دنبال کرد.
در سال ۱۳۸۶ دو عنوان دیگر از مجموعهٔ فرهنگ پیشه‌ها، با همکاری انتشارات دیبایه و پژوهشکدۀ مردم‌شناسی سازمان میراث فرهنگی وقت (در حال حاضر وزارت میراث فرهنگی)، تحت عنوان واژه‌نامهٔ توصیفی دوزندگی و واژه‌نامهٔ توصیفی کفشگری منتشر شد.
پس از وقفه‌ای از سال ۱۳۸۹ پروژهٔ فرهنگ پیشه‌ها در انتشارات دیبایه دنبال شد، و پس از ۵ سال مطالعات کتابخانه‌ای و میدانی ۸ جلد دیگری از این مجموعه شامل درودگری،  قصابی، دباغی، قنادی، شیشه‌گری، زرگری و جواهر، نانوایی در سال ۱۴۰۳ در کنار دو جلد قبلی (کفشگری و دوزندگی) منتشر شد. در این مرحله برخی از پروژه‌های نیمه تمام قبلی که پژوهشگر اصلی آن فاطمه میرزایی بود، در کنار پروژه‌های جدید به کوشش علی شریفی بازنگری و نگارش شد و زیر نظر شهرداد میرزایی مدیر انتشارات دیبایه، در انتشارات فرهنگان انتشار یافت.
همچنین واژه‌نامه‌های آرایشگری، طرح و رنگ، آهنگری، نساجی و بافندگی،  گرمابهداری، و بنایی در مراحل نهایی مطالعه و پژوهش است.

## اهمیت فرهنگ‌پیشه‌ها
در دهه‌های اخیر، فراوانیِ روزافزون واژه‌های بیگانه در زبان فارسی، مایه نگرانی شده و سازمان‌های دولتی و دلسوزان زبان فارسی را به چاره‌اندیشی واداشته و بحث در این زمینه را در میان مجامع علمی و عموم مردم میدان داده‌است.
راهیابیِ بی‌امان واژه‌های بیگانه با از میان رفتن پاره‌ای از پیشه‌های بومی و گسترش فناوری‌های وارداتی همراه بوده و بسیاری از واژه‌هایی را که در گذر زمان پدید آمده بودند در معرض خاموشی و فراموشی قرار داده‌است.
ازاین‌رو، گردآوری و ثبت واژه‌های مربوط به پیشه‌های گوناگون، افزون‌بر آنکه گامی بلند در مسیر حفظ میراث غنی زبان فارسی به‌شمار می‌آید، با ارائه نمونه‌ها و الگوهایی در واژه‌سازی، به پویایی زبان ما یاری می‌رساند.

## روش مطالعه[۵]
در مجموعهٔ فرهنگ پیشه‌ها، مجموعه‌ای از اصطلاحات رایج در یک پیشه، با روش‌هایی که در پی می‌آید، گردآوری و توصیف شده‌است تا ازیک‌سو، واژه‌نامه‌ای نسبتاً کامل در پیشه‌ای خاص فراهم آید و کاستی‌های منابع دیگر را برطرف کند و از سوی دیگر، دستمایه یا ـ بهتر است بگوییم ـ گنجینه‌ای از واژه‌های فارسی را یک‌جا در اختیار زبان‌شناسان و فرهنگ‌نویسان و اصطلاح‌شناسان قرار دهد تا با مطالعه و باریک‌بینی در سازوکارهای واژه‌سازی مردمی در این حوزه‌ها، الگوهای آن را جزو منابع واژه‌گزینی به‌شمار آورند و ظرفیت واژه‌گزینی علمی را افزایش دهند.

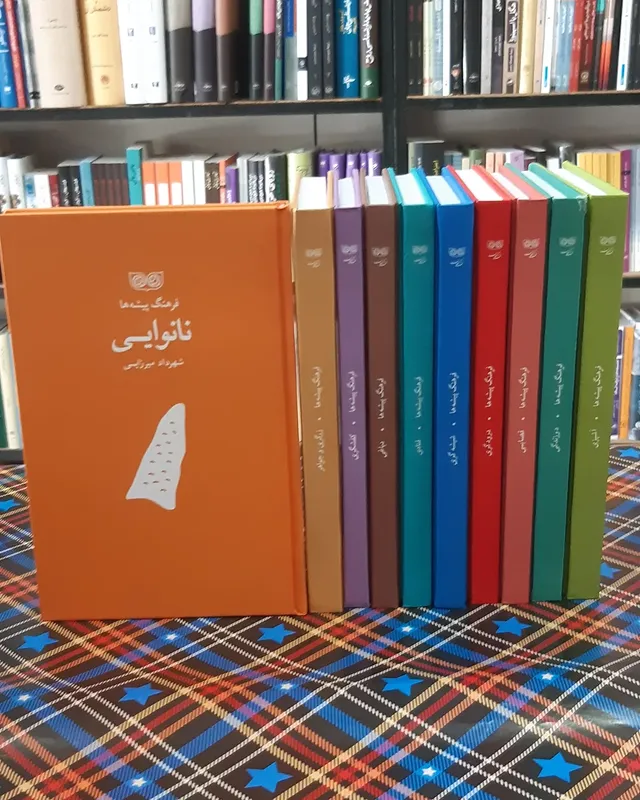

در مقدمه کتاب، تاریخچه پیشه بر اساس منابع گوناگون به‌تفصیل بررسی شده‌است و سپس، مدخل‌های واژه‌نامه با ترتیب الفبایی و آوانگاری و تعریف هر مدخل قرار گرفته و مدخل‌های مرتبط، به یکدیگر ارجاع داده شده‌اند. همچنین، در پایان کتاب، نمایه‌ای تدوین شده‌است که جستجوی واژه‌هایی را که در میان یک ترکیب جای گرفته و از مدخل‌های اصلی دست‌یافتنی نیست، امکان‌پذیر می‌سازد.
روش پژوهش
جستجوی واژه‌ها در این مجموعه در دو مرحله انجام گرفت:
· مطالعه اسنادی
· پژوهش میدانی
و در پایان متن نهایی پس از نگارش و حروف‌نگاری، در اختیار چند نفر از استادکاران قرار گرفت. پس از دریافت نظرات آنان، در مواردی، توضیحات مربوط به پاره‌ای واژه‌ها اصلاح یا تکمیل شد و سرانجام، سراسر متن به ویراستار سپرده شد.